# Nucleidos cosmogénicos
Los nucleidos cosmogénicos (isótopos cosmogénicos o núclidos cosmogénicos ) son nucleidos raros (isótopos) creados cuando un rayo cósmico de alta energía interactúa con el núcleo de un átomo in situ del sistema solar, haciendo que los nucleones (protones y neutrones) sean expulsados del átomo. (ver espalación de rayos cósmicos). Estos isótopos se producen dentro de materiales terrestres como rocas o suelo, en la atmósfera terrestre y en elementos extraterrestres como meteoritos. Al medir isótopos cosmogénicos, los científicos pueden obtener información sobre una variedad de procesos geológicos y astronómicos, y ser utilizados para datación. Hay isótopos cosmogénicos radioactivos y estables. Algunos de estos radioisótopos son tritio, carbono 14 y fósforo 32.
Se cree que ciertos nucleidos primordiales ligeros (bajo número atómico) (algunos isótopos de litio, berilio y boro) surgieron no solo durante el Big Bang, sino también (y quizás principalmente) después del Big Bang pero antes de la condensación del sistema solar, por el proceso de espalación de rayos cósmicos en gas y polvo interestelar. Esto explica su mayor abundancia en rayos cósmicos en comparación con sus proporciones y abundancias de ciertos otros nucleidos en la Tierra. Esto también explica la sobreabundancia de los primeros metales de transición justo antes del hierro en la tabla periódica; La espalación de hierro por rayos cósmicos produce escandio a través del cromo por un lado y helio a través del boro por el otro. Sin embargo, la calificación de definición arbitraria para los nucleidos cosmogénicos de formarse "in situ en el Sistema Solar" (es decir, dentro de una parte ya agregada del sistema solar) evita los nucleidos primordiales formados por la espalación de rayos cósmicos antes de la formación del sistema solar se denomina "nucleidos cosmogénicos", aunque el mecanismo para su formación es exactamente el mismo. Estos mismos nucleidos aún llegan a la Tierra en pequeñas cantidades en rayos cósmicos, y se forman en meteoritos, en la atmósfera, en la Tierra, "cosmogénicamente". Sin embargo, el berilio (todo el berilio estable 9) está presente principalmente en el sistema solar en cantidades mucho mayores, habiendo existido antes de la condensación del sistema solar, y por lo tanto presente en los materiales a partir de los cuales el sistema solar se formó.
Para hacer la distinción de otra manera, el momento de su formación determina qué subconjunto de nucleidos producidos por espalación de rayos cósmicos se denominan primordiales o cosmogénicos (un nucleido no puede pertenecer a ambas clases). Por convención, se cree que ciertos nucleidos estables de litio, berilio y boro han sido producidos por la espalación de rayos cósmicos en el período de tiempo entre el Big Bang y la formación del sistema solar (por lo tanto, haciendo estos nucleidos primordiales, por definición) no se denominan "cosmogénicos", a pesar de que fueron [cita requerida] formados por el mismo proceso que los nucleidos cosmogénicos (aunque en un momento anterior). El nucleido primordial berilio-9, el único isótopo de berilio estable, es un ejemplo de este tipo de nucleido.
En contraste, aunque los isótopos radiactivos berilio-7 y berilio-10 caen en esta serie de tres elementos ligeros (litio, berilio, boro) formados principalmente por nucleosíntesis de espalación de rayos cósmicos, ambos nucleidos tienen vidas medias demasiado cortas (53 días y circa 1,4 millones de años, respectivamente) para que se hayan formado antes de la formación del sistema solar, y por lo tanto no pueden ser nucleidos primordiales. Dado que la ruta de espalación de rayos cósmicos es la única fuente posible de berilio-7 y berilio-10, que ocurre naturalmente en el medio ambiente, son cosmogénicos.